# Bridget Moynahan
Kathryn Bridget Moynahan (Binghamton, Nova York, 28 d'abril de 1971) és una actriu i model nord-americana. Se la coneix per les seves interpretacions en les pel·lícules Coyote Ugly, Jo, robot, Invasió del món: Batalla Los Angeles i Lord of War. En televisió també és coneguda per interpretar a Erin Reagan-Boyle a la sèrie Blue Bloods (Família de policies), ajudant del Fiscal i filla del Cap de la Policia de Nova York Frank Reagan (Tom Selleck).

## Biografia
Kathryn Bridget Moynahan va néixer el 28 d'abril de 1971 a Binghamton, Nova York. És filla dels irlandesos nord-americans Mary Bridget (de soltera Moriarty), una antiga professora d'escola, i d'Edward Bradley Moynahan, científic i antic administrador de la Universitat de Massachusetts Amherst. Moynahan té un germà gran, Andy, i un germà petit, Sean, que treballen com a programador informàtic i terrisser, respectivament. Quan Moynahan tenia uns set anys, la seva família es va traslladar a Longmeadow, Massachusetts, on més tard va assistir a Longmeadow High School, i va ser la capitana dels equips de futbol, bàsquet i lacrosse de les noies, es va graduar el 1989. Ha dit que durant la seva infantesa va ser molt "mascle".

## Carrera professional
El 1999 va fer la seva primera gran interpretació (va aparèixer com a convidada) en el paper de Natasha a la sèrie de televisió Sexe a Nova York. El paper que la va empènyer a la fama en un llargmetratge va ser el de Rachel al Bar Coyote, un any després. Des de llavors va aparèixer en un gran nombre d'èxits cinematogràfics, entre ells Pànic nuclear, La prova, Lord of War i Jo, robot. El 2010 va començar a treballar a la sèrie de televisió Blue Bloods. Com a model va aparèixer en portades de nombroses revistes, entre les quals s'expliquen Elle, Self, Fitness, New Woman i Glamour. Al maig de 2006, la revista Maxim la va classificar al lloc 96 de la seva llista anual Hot 100, i va ser situada al lloc 67 del Top 99 de dones de 2007 de la pàgina web AskMen.com.

## Vida personal
Moynahan va viure amb el guionista Scott Rosenberg del 2001 al 2003. Va sortir amb el quarterback de la NFL Tom Brady des del 2004 fins al 14 de desembre de 2006. El seu representant va confirmar la seva separació en un comunicat de premsa a People el desembre de 2006, afirmant que havien "acabat de manera amistosa la seva relació de tres anys".El 18 de febrer de 2007, el representant de Moynahan va confirmar a People que estava embarassada de més de tres mesos i que Brady era el pare. El 22 d'agost de 2007 va donar a llum el seu fill, i des del naixement han mantingut una relació cordial.
El 2010, es va traslladar de Pacific Palisades, Califòrnia, a la ciutat de Nova York per raó del seu paper en Blue Bloods. Va començar a sortir amb el director McG a finals de 2010. El 17 d'octubre de 2015, es va casar amb l'empresari Andrew Frankel en una cerimònia als Hamptons. Frankel té tres fills d'una relació anterior.

## Filmografia

### Cinema i televisió
- John Wick: Capítol 2 (2017)
- Midnight Sun: Una aventura polar (2014)
- John Wick (2014)
- Battle: Los Angeles (2011)
- Blue Bloods (televisió) (des de 2010)
- Noise (2007)
- Gray Matters (2007)
- Prey (2007)
- Ments en blanc (2006)
- Six Degrees (televisió) (2006)
- Lord of War (2005)
- Jo, robot (2004)
- The Recruit (2003)
- Pànic nuclear (2002)
- Senyals d'amor (2001)
- Al teu llit o al nostre (2000)
- Sexe a la ciutat (televisió) (2000)
- Coiot Ugly (2000)
- Trifling with Fate (2000)
- In the Weeds (2000)